# Grabmal von Chateaubriand

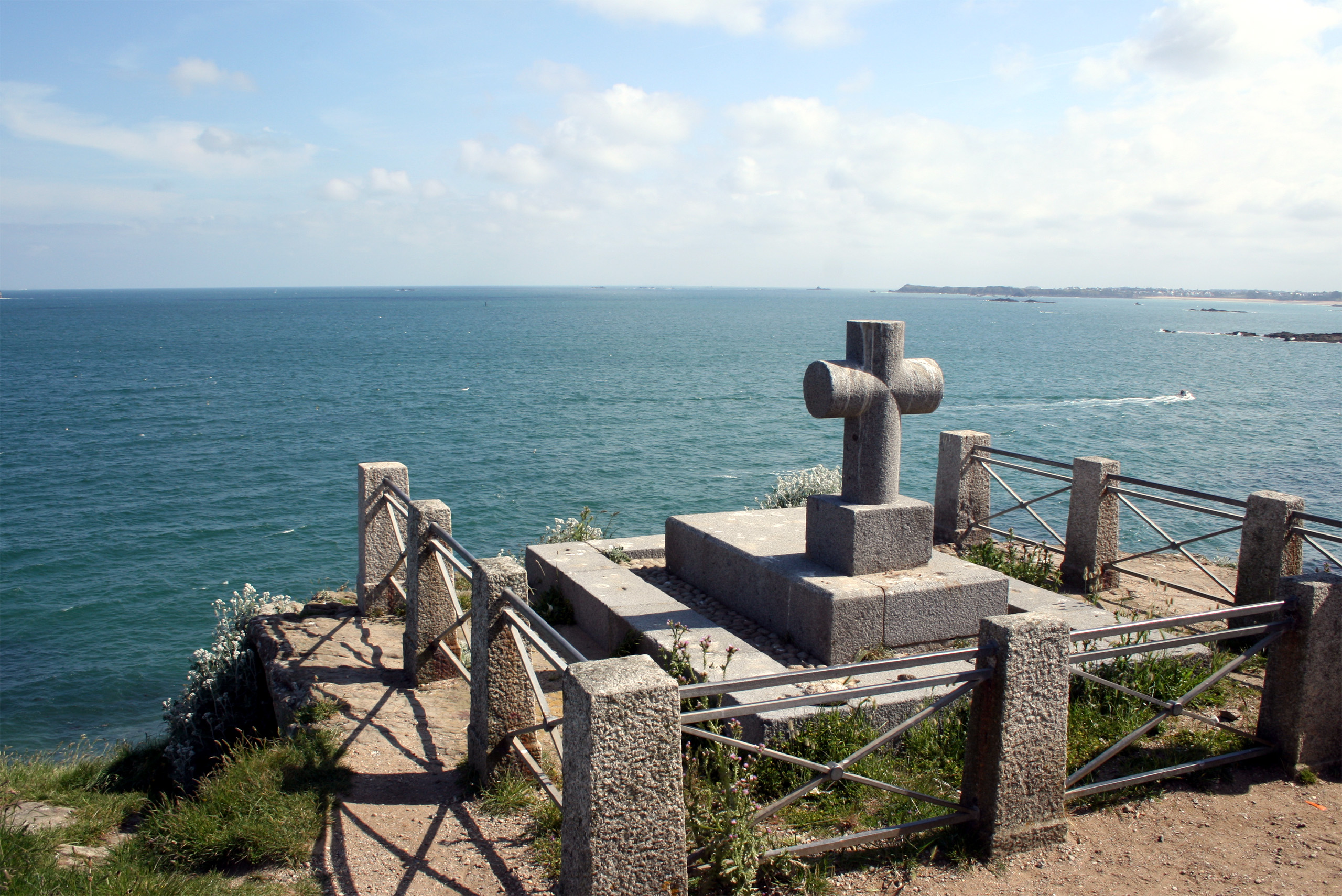
Das Grabmal auf Grand Bé

Das Grabmal von Chateaubriand, dem französischen Schriftsteller François-René de Chateaubriand, befindet sich auf der Insel Grand Bé vor der Küste seiner Geburtsstadt Saint-Malo in der Bretagne. Es ist seit 1954 als Monument historique klassifiziert.

## Das Grab von Grand Bé
Wunschgemäß ließ sich Chateaubriand nach seinem Tod in Paris am 4. Juli 1848 am Rande der Klippen auf der Insel Grand Bé bestatten, wo er wie er einmal gesagt haben soll „immer und ewiglich auf das Meer und den Sturm blicken könne“, dessen Rauschen „mich in meinen ersten Schlaf wiegt“.
Wie er einem seiner Freunde schrieb, suchte Chateaubriand bereits seit 1823 nach einer kleinen Insel für seinen letzten Ruheort. Am Vorabend seines 60. Geburtstages im Jahre 1828 bat er den Bürgermeister von Saint-Malo, ihm „die westliche Spitze vom Grand Bey“ zu gewähren. Der Stadtrat reagierte mit Ablehnung und nahm einige Gründe zum Vorwand, die sich auf das „öffentliche und private Leben des Schriftstellers“ bezogen. Kurz darauf schaltete sich Hippolyte de la Morvonnais, ein Dichter aus Malo, ein und trug Bürgermeister Louis Hovius im Jahr 1831 erneut die Bitte des Schriftstellers vor, den er sehr bewunderte. Der Stadtrat willigte diesmal ein und das Grabmal konnte bereits 1838, zehn Jahre vor dem Tod des Schriftstellers, fertiggestellt werden.
Die Grabanlage war anfangs von einem Eisengitter im neogotischen Stil umzäunt. 1944 sprengte eine Granate eine Ecke des Grabsteins weg und beschädigte den Zaun. Ein neuer, einfacherer Zaun mit nur noch drei Seiten wurde errichtet. Die Seite zum Meer blieb offen, was eigentlich auch dem ursprünglichen Entwurf am nächsten kam. Auch ein weiterer Wunsch des Schriftstellers, nämlich dass sein Grab keine Inschrift tragen solle, wurde von Raymond Cornon, dem Chefarchitekten der historischen Denkmäler, berücksichtigt.

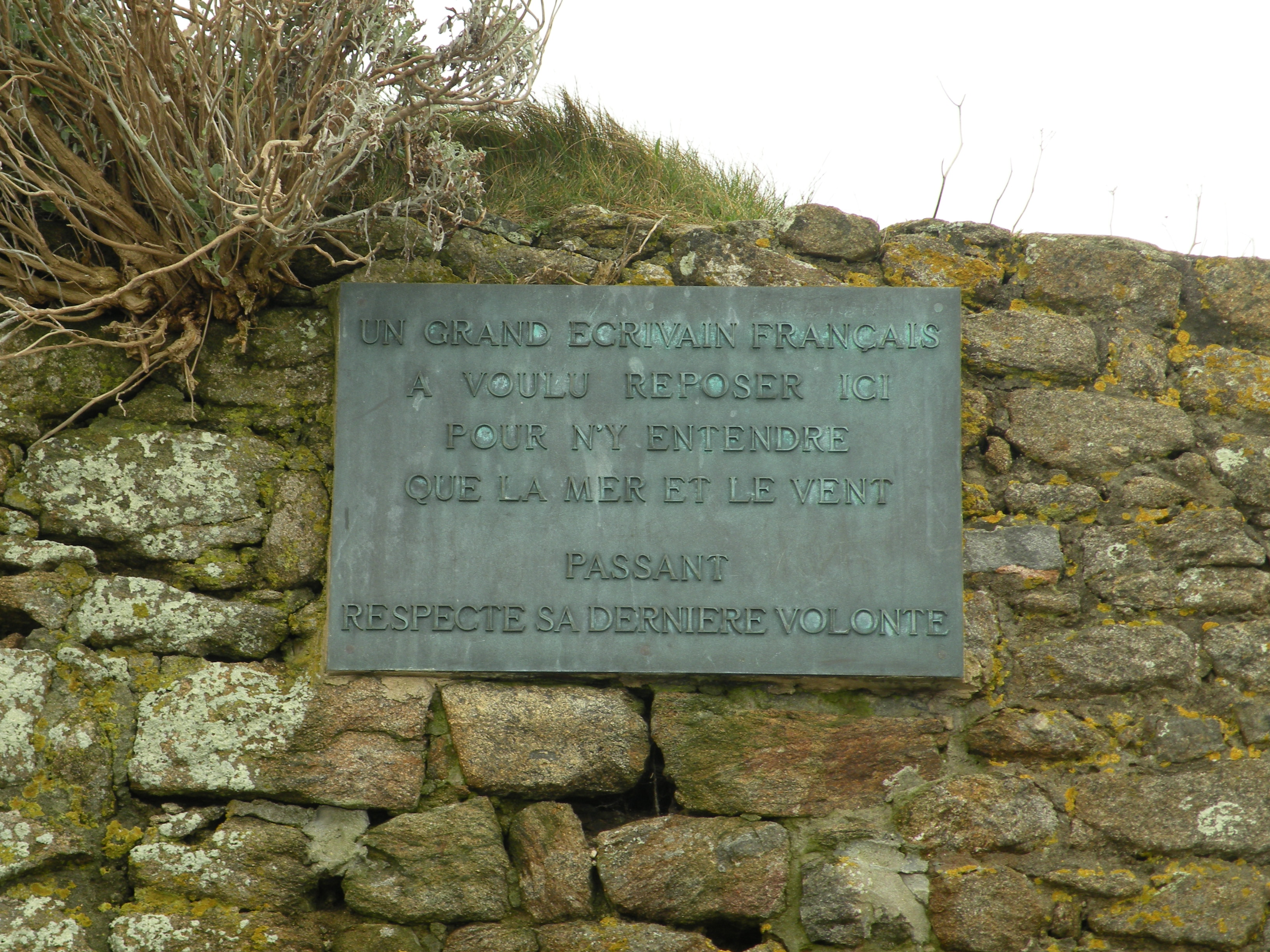
Anonyme Plakette

Die einzige Ausnahme bildet eine anonyme Plakette, die an der Wand hinter dem Grab angebracht ist. Sie trägt die Aufschrift:

„Un grand écrivain français a voulu reposer ici pour n’y entendre que le vent et la mer. Passant respecte sa dernière volonté.“

„Ein großer französischer Schriftsteller wollte hier ruhen, um nichts weiter als den Wind und das Meer zu hören. Passant, respektiere seinen letzten Wunsch!“